# Jumpin' Jack Flash (película)
Jumpin' Jack Flash (1986) fue la película debut de la directora Penny Marshall, protagonizada por Whoopi Goldberg.
La película fue una de los primeras en usar comunicaciones en línea como parte clave de la trama.
La banda sonora incluye dos versiones de la canción "Jumpin' Jack Flash": la original de los Rolling Stones, y una nueva versión de Aretha Franklin que aparece en los créditos finales (pero solo la original está en la banda sonora de la película).

## Argumento
Terry Dolittle (Whoopi Goldberg) trabaja en un banco y usa los ordenadores para comunicarse con clientes de todo el mundo. Un día recibe un extraño mensaje de un remitente desconocido. Después de descodificarlo, Terry se ve envuelta en una trama de espionaje en la que resultarán asesinadas varias personas y le obligará a emprender la huida.

## Reparto
| Actor               | Personaje      |
| ------------------- | -------------- |
| Whoopi Goldberg     | Terry Dolittle |
| Stephen Collins     | Marty Phillips |
| John Wood           | Jeremy Talbott |
| Carol Kane          | Cynthia        |
| Annie Potts         | Liz Carlson    |
| Peter Michael Goetz | James Page     |
| Roscoe Lee Browne   | Archer Lincoln |
| Jonathan Pryce      | Jack           |

## Doblaje en España[1]
| Personaje      | Actor                   |
| -------------- | ----------------------- |
| Terry Dolittle | María Luisa Rubio       |
| Marty Phillips | Juan Antonio Gálvez     |
| Jeremy Talbott | Ruperto Ares            |
| Cynthia        | Amparo Valencia         |
| Liz Carlson    | Victoria Angulo         |
| James Page     | Roberto Cuenca Martínez |
| Archer Lincoln | José Guardiola          |
| Jack           | Salvador Aldeguer       |

## Recepción y crítica
Jumpin' Jack Flash recibió críticas generalmente negativas de críticos y fanes, obteniendo un índice de aprobación del 28% en Rotten Tomatoes.

## Blu-ray
La película se lanzó en formato Blu-ray por la distribuidora Anchor Bay Entertainment, el 28 de mayo de 2013.